# Sebastien Bowden
Sebastien Bowden (fl. XIX-XX secolo) è stato un prete inglese.

## Biografia
Reverendo famoso dell'epoca (diciannovesimo secolo) risiedeva al Brompton Oratory, riuscì con le sue parole a convertire al cattolicesimo molti personaggi influenti di tutto il mondo. Celebre è il suo incontro con Oscar Wilde.

### L'incontro con Oscar Wilde
L'incontro fra i due (ai primi tempi in cui Wilde si chiedeva quale religione seguire, titubato da due suoi amici che entrambi tendevano Wilde al loro mulino, ovvero alla loro fede) è ciò che si dissero fu poi diffuso grazie ad una sua lettera indirizzata al ragazzo.Nella missiva si faceva riferimento anche ad una risposta attesa dal reverendo, infatti si chiedeva a Wilde un nuovo incontro, dove doveva dare una risposta definitiva sulle sue intenzioni, in pratica chiedeva a Wilde se volesse seguire la fede cattolica. Un giovedì come concordato il reverendo ricevette poi una visita, non Wilde ma in vece sua arrivò un pacco contenente dei gigli.